# Débora (novela)
Débora es una novela corta experimental del escritor ecuatoriano Pablo Palacio, publicada en Quito en octubre de 1927. La trama del libro sigue al Teniente, un personaje que nunca es definido por completo en la obra, durante un paseo por las calles de Quito en busca de una conquista amorosa o de cualquier evento con relevancia, que finalmente nunca llega.
La novela está compuesta por una serie de fragmentos que muestran varios hechos cotidianos en el paseo del Teniente y que son constantemente interrumpidos por las divagaciones del narrador, sus comentarios sobre el protagonista y el tedio que le produce la construcción misma de la trama de la novela. Los fragmentos de la historia no se presentan en una sucesión lineal de hechos, sino que conforman una serie de imágenes subjetivas de la perspectiva del narrador. Entre las técnicas empleadas en la obra destacan el flujo de conciencia y la metaficción.
La primera edición del libro contó con dibujos de los caricaturistas Guillermo Latorre y Kanela en la portada y contratapa, respectivamente.

## Análisis

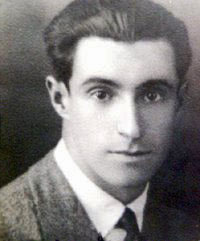
Retrato de Pablo Palacio

### Identidad del protagonista
Como personaje, el Teniente es descrito como un ser ridículo, superficial y desequilibrado, cualidades acentuadas por los recurrentes insultos en segunda persona con los que lo increpa el narrador. La característica principal del personaje es el «anhelo insatisfecho» que siente y que se ve exteriorizado en la búsqueda de una aventura amorosa. En su diario vivir es esclavo de las costumbres y las apariencias, lo que lleva al narrador a calificarlo de «hombre muerto e inactivo, eterno parásito avolitivo» y «perpetuo imitador social que suspira porque suspiramos los otros». El personaje es una referencia a la Revolución Juliana, llevada a cabo el 9 de julio de 1925 por tenientes del Ejército Nacional del Ecuador.
De acuerdo al crítico Wilfrido H. Corral y a la catedrática Teresita Mauro Castellarín, el inicio de la novela sugiere que el personaje del Teniente es un desdoblamiento esquizofrénico del propio narrador. El pasaje en cuestión indica:

Teniente, has sido mi huésped durante años. Hoy te arrojo de mí para que seas la befa de los unos y la melancolía de los otros. Muchos se encontrarán en tus ojos como se encuentran en el fondo de los espejos. Como eres hombre, pudiste ser capataz o betunero. ¿Por qué existes? Más valiera que no hubieras sido. Nada traes, ni tienes, ni darás (...) Es verdad que eres inútil.

El catedrático Vladimiro Rivas, por su lado, afirma que más que un personaje, el Teniente es un títere manejado por Palacio, cuya intención habría sido construir una novela que constituyera un juego de marionetas. Según Rivas, la contratapa de la edición original de Débora apoyaría esta interpretación. La misma, dibujada por el caricaturista Kanela, muestra a un títere vestido de militar levantado por hilos que suben hasta un telón con la palabra «Guiñol».
Una tercera posible interpretación es ver al Teniente como metáfora de la creación literaria y del proceso de escritura, lo que explicaría el momento en que el narrador lo expulsa de su interior y las constantes divagaciones del narrador sobre la forma de novelar. En esta interpretación, el personaje de Débora simbolizaría el ideal literario imposible de alcanzar y los insultos contra el protagonista nacerían del conflicto interno del autor hacia su trabajo.
El final de la novela muestra al Teniente morir de forma absurda justo cuando entra en escena Débora, la musa imaginaria que da nombre a la obra.

### Concepciones literarias cuestionadas
Una constante a lo largo de la novela es la crítica a los modelos y suposiciones establecidas de cómo debe armarse una novela o avanzar una historia. Son comunes los enunciados en que el narrador habla con ironía sobre las expectativas del lector promedio acerca del texto. Esto ocurre, por ejemplo, cuando el narrador habla de darle algún recuerdo dulce al Teniente y declara: «es preciso[...] dar al Teniente lo que no tuvo, la prima de las novelas y también de la vida», o cuando, para describir el estado de ánimo del Teniente, el narrador indica: «Tal vez sea más cercano para el lector el caso igual del borracho que, comprendiendo que obra mal, no logra obrar bien por más que hace». Uno de los pasajes más claros y que mejor ilustra la intención de Palacio en la novela, se da en un momento en que las divagaciones han reemplazado casi por completo a la trama, por lo que el narrador afirma, en relación con el propio texto de Débora:

La novela se derrite en la pereza y quisiera fustigarla para que salte, grite, dé corcoveos, llene de actividad los cuerpos fláccidos; mas con esto me pondría a literaturizar. Estas páginas desfilan como hombres encorvados que han fumado opio: lento, lento, hasta que haga una nube en los ojos de los curiosos; galope desarticulado por el «ralentive» en las revistas de caballería de Saumur.

Otro blanco de la sátira en Débora son los géneros literarios del romanticismo y realismo. En el caso del primero, el Teniente es injuriado varias veces por el narrador por esperar ser salvado de la monotonía y la vulgaridad por algún amor como los que tienen lugar en libros o películas románticas. En la misma línea, numerosos pasajes hablan con sarcasmo de los eventos típicos que ocurrirían en una novela rosa en contraposición con la carencia casi absoluta de acción en Débora. Cuando el narrador habla de «inventarle» una prima al Teniente, por ejemplo, inmediatamente después asevera: «Pero la historia no estará aquí: se la ha de buscar en el índice de alguna novela romántica(...) Este supuesto recuerdo que debe estar en los arcones de cada hombre, hace suspirar al Teniente». Incluso la trama general de la novela, que puede resumirse en un hombre en busca de una amada, podría tomarse en su totalidad como una parodia del idealismo en el género romántico, solo que en este caso la búsqueda resulta del todo inútil.
Del lado del realismo, la crítica de Palacio se centra en lo que el autor percibe como falsedad de sus postulados, suposiciones y técnicas narrativas, en especial su consigna de describir la realidad tal y como ocurre. Un ejemplo de esta visión se da cuando el Teniente B (personaje distinto al protagonista) cuenta una aventura y el narrador advierte que el relato presentado no había sucedido en la vida real de la forma en que estaba escrito, sino que había sido «refaccionado por la literatura». Más adelante, Palacio esboza su crítica al realismo en los siguientes términos:

La novela realista engaña lastimosamente. Abstrae los hechos y deja el campo lleno de vacíos; les da una continuidad imposible, porque lo verídico, lo que se calla, no interesaría a nadie. ¿A quién le va a interesar el que las medias del Teniente están rotas, y que esto constituye una de sus más fuertes tragedias, el desequilibrio esencial de su espíritu? (...) Sucede que se tomaron las realidades grandes, voluminosas; y se callaron las pequeñas realidades, por inútiles. Pero las realidades pequeñas son las que, acumulándose, constituyen una vida. Las otras son únicamente suposiciones: «puede darse el caso», «es muy posible». La verdad: casi nunca se da el caso, aunque sea muy posible. Mentiras, mentira y mentiras. Lo vergonzoso está en que de esas mentiras dicen: te doy un compendio de la vida real, esto que escribo es la pura y neta verdad; y todos se lo creen.

### Aspectos sociales
Durante el paseo del Teniente a través de Quito, el narrador realiza varias observaciones de carácter social. Una de las más notorias es acerca de la modernización de la ciudad, a la que se oponen por motivos idealistas los burgueses y los nuevos burgueses, que son identificados en el texto como los «gemebundos» y los «neo-gemebundos», a pesar del nivel de pobreza de los habitantes. Mientras los primeros no actúan y se hallan «legítimamente heridos» por el hecho, los neo-gemebundos son calificados como revolucionarios «del lápiz o de la pluma» y «esclavos del pasado», además de ser criticados por hacer «cosas nuevas del motivo viejo» y por estar «atados a la tradición». Según Wilfrido H. Corral, esta crítica forma una analogía a la dicotomía entre la tradición literaria y la vanguardia.
El paso del Teniente por los barrios bajos de la ciudad, por su lado, es explícito en cuanto a la visión de Palacio sobre la pobreza:

Sobre todo emocionan los niños, arrojados como trapos; dormidos, con la piel sucia al aire. Candidatos, candidatos. Hijo de la habitación trajinada; hija de la agencia humana: tu madre te echará a la calle. Serás ladrón o prostituta. De hambre te roerás tus propias carnes.

## Recepción
Débora fue bien recibida por los círculos literarios ecuatorianos de la época. El poeta Gonzalo Escudero dijo en 1927 acerca de la novela: «hemos creído recorrer las celdas herméticas de una casa de orates. La gran casa de orates de los hombres cuerdos». Una reseña publicada en 1928 en el diario lojano Renacimiento también fue positiva, declarando que era superior a Un hombre muerto a puntapiés y que la lectura de la novela era como «oír el picadillo espeluznante del escalpelo que se ensaña contra los tejidos y nervios, y el sordo brotar de sangre de arterias desgarradas». El periodista Xavier Icaza se refirió el mismo año a Débora como «novela de nervios desvelados, tajeada cardíaca para leída a la flama de insomnio».
En enero de 1929, el diario chileno Reflector publicó una reseña en que se elogiaba la ironía y el «logrado reflejo de la intimidad del ser humano» de la obra y se la calificaba como «cimiento psicológico experimental».
Con el paso de los años la obra ha ganado más atención internacional y elogios. Patricio Lennard, escribiendo para el diario Página/12, afirmó que el libro era «deliciosamente arbitrario» y que exponía «un gozo por lo artificial, por la incongruencia, por la digresión». En su Diccionario de autores latinoamericanos, el escritor y traductor argentino César Aira se refirió a la obra como «La náusea escrita por Macedonio Fernández».
El crítico literario Humberto E. Robles aseveró que la novela representaba «una teoría y práctica del arte de antinovelar».